# Diffusione dell'aikido in Italia
I periodi significativi di evoluzione, crescita e sviluppo dell'Aikido in Italia, sono scanditi da periodi ciascuno dei quali ha la sua caratteristica peculiare.
1. Periodo precedente all'arrivo in Italia (1964) del M° Hiroshi Tada (vedi tabella).

Sono gli anni della ricerca di un riferimento sicuro dal quale attingere la conoscenza dell'Arte. È il periodo degli entusiasmi pionieristici ed è ancora maggiormente orientato all'Aiki-budô (合気武道) degli anni quaranta e cinquanta di cui si era fatto portatore Salvatore Mergè (vedi tabella) al suo rientro in Italia dal Giappone, piuttosto che all'Aikido (合氣道) degli anni sessanta presentato in Italia solamente a partire dal 1959 con l'avvento della Sig.na Haru Onoda (vedi tabella)
1. Periodo dal 1965 fino al 1978. Costituzione della Accademia nazionale Italiana d'Aikido Aikikai d'Italia (1970), fondazione delle riviste associative che consentono un più efficace proselitismo (1972), conseguimento del riconoscimento della persona giuridica all'Aikikai d'Italia da parte dello Stato Italiano (con la denominazione ufficiale di "Associazione di Cultura Tradizionale Giapponese")[1]

È il periodo responsabile di un salto di qualità nella pratica aikidoistica italiana dovuta all'arrivo del M° Hiroshi Tada e vede una sensibile diffusione dell'aikido sul territorio e conseguente sensibile crescita numerica degli aikidoisti italiani.
1. Periodo dal 1979 al 2004. Negli anni che seguono l'erezione ad Ente Morale dell'Aikikai d'Italia da parte dello Stato Italiano, inizia una fase di crescita numerica conseguente alla maggiore capacità e possibilità dell'Ente di comunicare ed interagire ai massimi livelli istituzionali nel tessuto sociale italiano. Questi anni si caratterizzano per il definitivo consolidamento della struttura organizzativa e didattica dell'Aikikai d'Italia, conseguente all'erezione in Ente Morale.[3]. L'attività della più importante organizzazione aikidoistica italiana entra a regime focalizzandosi sulla propria gestione interna organizzativa e sull'interazione con le federazioni europea ed internazionale (la F.E.A. e la I.A.F.) da cui essa gerarchicamente dipende.

Il fenomeno della frammentazione dell'aikido in varie e sempre più numerose organizzazioni di pratica aikidoistica, inizia a diventare sensibile anche in Italia.
1. Periodo contemporaneo a partire dal 2004. A partire da questa data, da un lato si assiste ai decessi di alcuni aikidoisti italiani pionieri storici dell'aikido in seno all'Aikikai d'Italia ed all'insorgere di un gravissimo impedimento di salute che ha colpito l'insegnante giapponese Hideki Hosokawa da decenni dislocato in Italia, dall'altro lato si assiste al raggiungimento di gradi dan elevati (5° dan ed oltre) da parte di numerosi aikidoisti italiani. Questi eventi segnano l'avvio di un profondo riassetto degli equilibri di potere e gerarchici all'interno dell'Aikikai d'Italia.

Nel frattempo, mentre l'Aikikai d'Italia compiva questo suo ultraquarantennale percorso ricco di positivi sviluppi, altre organizzazioni di pratica aikidoistica nascevano dall'occasionale distacco di aikidoisti provenienti dall'Aikikai d'Italia, crescendo e sviluppandosi a loro volta sul territorio italiano con alterne fortune fino a raggiungere anch'esse, nell'ultimo periodo contemporaneo, la loro piena maturità come organizzazioni di pratica aikidoistica, talune mantenendosi subordinate all'Aikikai Foundation del Giappone, altre rendendosi indipendenti da essa.

## Storia delle origini e dell'evoluzione dell'aikido in Italia

### Periodo precedente al 1964
La pratica aikidoistica di questo periodo ruotò essenzialmente attorno alla figura del Prof. Salvatore Mergè, a partire dal 1946, anno in cui questi fece ritorno in Italia dal Giappone ove aveva soggiornato numerosi anni per lavoro ed in quel periodo aveva praticato come sotodeshi all'Hombu Dojo Aikikai di Tokyo, allievo diretto di Ueshiba Morihei. Quando negli anni cinquanta Minoru Mochizuki e Tadashi Abe ebbero i primi contatti con gli ambienti judoistici italiani interessati ad apprendere l'arte dell'aikido, trovarono quindi un terreno molto fertile per l'opera precedentemente svolta da Salvatore Mergè.
Ma fu solamente a partire dal 1959, in occasione di uno stage che il M° Tadashi Abe tenne quell'anno a Sanremo, che si accese in Italia un più vasto interesse per l'aikido, grazie anche alla preziosa azione di divulgazione operata dalla scultrice giapponese Haru Onoda (vedi tabella) che in quegli anni stava frequentando l'Accademia di Belle Arti di Roma e collaborava con il prof. Mergè nella presentazione dell'aikido in Italia.
La Sig.na Haru Onoda era stata in Giappone un'allieva diretta di Ueshiba Morihei che le conferì personalmente il grado di shodan (cintura nera 1º dan) e può a tutti gli effetti essere considerata un pioniere giapponese dell'aikido italiano. Nel 1969 ritorna definitivamente in Giappone dopo essersi prodigata per oltre un decennio non solo per la diffusione dell'aikido in Italia, ma soprattutto per il suo corretto intendimento.
Fra gli anni 1961 e 1964 gli aikidoisti italiani ebbero contatti anche con i maestri giapponesi Mutsuro Nakazono e Masamichi Noro giunti dal Giappone in Europa e stabilitisi in Francia. Occasionalmente ebbero modo di avvalersi anche degli insegnamenti di Hirokazu Kobayashi che saltuariamente effettuava dei viaggi dal Giappone in Europa.

#### 8 febbraio 1964: iniziano in Italia i primi corsi regolari di aikido
Nel febbraio del 1964 giunse per turismo in Italia dagli U.S.A. il giovane M°. Motokage Kawamukai, diciottenne, allora solo shodan (cintura nera 1º dan) dell'Hombu Dojo Aikikai di Tokyo ma che in America aveva già aiutato a fondare l'Aikikai dell'Illinois e di New York. Il M° Kawamukai tramite il M° Tommaso Betti-Berutto, pioniere italiano del Judo, entrò in contatto a Roma con la Sig.na Onoda (vedi tabella) che già fin dalla fine degli anni cinquanta si prodigava nell'insegnamento dell'aikido in Roma ed il giorno 8 febbraio 1964 iniziò a tenere un corso regolare di aikido presso la palestra "S.S. Monopoli Judo", diretta da Danilo Chierchini che fu poi a lungo direttore della Scuola Centrale di Roma dell'Aikikai d'Italia e successivamente Presidente dell'Aikikai d'Italia stessa. Nell'estate di quell'anno il Maestro Kawamukai e la signorina Onoda, visti gli ottimi risultati del corso appena intrapreso e le buone prospettive esistenti, anche consigliati dal M°. Hirokazu Kobayashi (vedi tabella) che in quei giorni si trovava di passaggio a Roma, decidono di segnalare all'Hombu Dojo Aikikai la promettente situazione italiana suggerendo l'invio in Italia di un maestro giapponese di elevato livello.

#### 26 ottobre 1964: arriva in Italia il maestro Hiroshi Tada
Nell'estate del 1964 su proposta del M°. Kawamukai e della Sig.na Onoda il Sig. Danilo Chierchini, istruttore della palestra di judo dei Monopoli di Stato in Roma dove già si tenevano i primi corsi di aikido sotto la guida del M°. Kawamukai e della Sig.na Onoda, inviò al M° Tada Hiroshi (vedi tabella), 7° dan dell'Aikikai di Tokyo con la qualifica di Shihan (imitabile), una formale lettera di invito a trasferirsi in Italia per l'insegnamento dell'aikido. 

Il M° Tada accettò e su mandato dell'Hombu Dojo dell'Aikikai di Tokyo il 26 ottobre 1964 arrivò in Italia con la missione ufficiale di diffondere l'aikido in Europa e di realizzare nel continente europeo le strutture organizzative idonee a garantire che lo svolgimento della pratica aikidoistica si mantenesse sotto il pieno controllo dell'Hombu Dojo dell'Aikikai di Tokyo, in quanto in quegli anni la pratica dell'aikido in Europa e specialmente in Francia dopo il ritorno in Giappone di Tadashi Abe (vedi tabella) avvenuto nel 1960, si stava sviluppando ancora liberamente, priva di quel controllo e coordinamento da parte delle gerarchie giapponesi auspicato dall'Aikikai di Tokyo.

### Periodo dal 1965 al 1978
Con l'avvento in Italia di Hiroshi Tada che sostituisce Masamichi Noro (vedi tabella) nella qualità di "Inviato ufficiale" dell'Hombu Dojo Aikikai per la diffusione dell'aikido in Europa, si registra un vero e proprio salto di qualità in tutti i sensi, non solo per l'eccezionale capacità tecnica del maestro, ma anche sotto il profilo dell'immediata crescita numerica dei praticanti in tutta Italia e del formarsi nelle varie località italiane dei primi gruppi spontanei di aikidoisti che iniziano ad allenarsi secondo un preciso programma didattico sotto la guida del maestro Tada attraverso la sua presenza costante nel tempo.
È quindi terminato il periodo in cui saltuariamente ed a distanza di lunghissimo tempo fra una volta e l'altra, solo alcuni ardenti appassionati venivano individualmente a contatto con gli insegnanti giapponesi in occasione di sporadici incontri di uno o comunque di pochi giorni di pratica, per lasciare il posto ad una pratica aikidoistica sistematica ed organizzata, che può contare sull'assidua e costante presenza sul territorio italiano del maestro Tada, il quale si prodiga in continui spostamenti da città in città per portare il proprio insegnamento presso i nascenti gruppi di pratica.

#### Anno 1965: arriva in Italia il maestro Masatomi Ikeda
Arriva in Italia su esplicita richiesta del suo maestro Tada Hiroshi di cui è stato allievo in Giappone negli anni 1960-1964 presso il Dôjô Jiyûgaoka dove M° Tada insegnava privatamente prima di arrivare in Italia. Con l'aiuto e l'assistenza del Sig. Attilio Infranzi, un pioniere dell'aikido italiano residente a Cava dei Tirreni vicino a Salerno, supera velocemente le iniziali difficoltà linguistiche e logistiche ed inizia ad insegnare stabilmente a Napoli e Salerno, facendo nel contempo da supporto al M° Tada nei principali stages svolti in Italia. Nel 1970 lascia l'Italia e dopo un breve periodo itinerante fra Italia, Svizzera ed alcune località del Nord Europa, ritorna in Giappone.

#### Anno 1967: arriva in Italia il maestro Toshio Nemoto
Nell'estate del 1967 arriva nella città di Torino su esplicita richiesta del suo maestro Tada Hiroshi di cui è stato allievo in Giappone presso il Dôjô Jiyûgaoka. Si insedia a Torino dove insegna stabilmente al Judo Kodokan Club nella palestra dello stadio comunale di Torino in Via Filadelfia 88 e svolge un ruolo di supporto al M° Tada nei principali stages svolti in Italia.
Assistito dal torinese Claudio Pipitone, pioniere dell'aikido italiano e suo abituale uke (partner d'allenamento), si prodiga per oltre tre anni con ardore e con tenacia per la diffusione dell'aikido in Italia. A tale proposito è da ricordare l'evento eccezionale del 29 ottobre 1968 organizzato per la visita a Torino della Sig.na Makiko Nakamura, figlia dell'allora ambasciatore giapponese a Roma, ottima aikidoista, che fu motivo di risonanza anche sui quotidiani dell'epoca ed utile occasione per far conoscere l'esistenza in Torino di un qualificato corso d'aikido condotto da un insegnante giapponese. Nel mese successivo dello stesso anno, sabato 21 settembre, in occasione di un'esposizione d'arte presso la "Galleria Viotti" di Torino, è da ricordare una lezione d'allenamento tenuta presso il Dojo di Torino dalla Sig.na Haru Onoda (vedi tabella), valente scultrice ed aikidoista giapponese, a cui fu invitata a presenziare anche la stampa italiana al seguito della mostra. Nel 1970 il M° Nemoto ritorna definitivamente in Giappone.

#### Anno 1968: iniziano gli stages annualmente ricorrenti del M° Tada
Da quest'anno il M° Tada organizza corsi di allenamento intensivo ricorrenti ogni anno, che consentono l'avvio di una nuova fase della didattica dell'aikido in Italia.
Nell'agosto del 1968 il M° Tada organizzò per la prima volta in Europa, nella città di Lido di Venezia, un corso internazionale di aikido della durata di tre settimane, a cui parteciparono tutti gli insegnanti presenti in Europa: Masamichi Noro e Nobuyoshi Tamura dalla Francia (vedi tabella), Masatomi Ikeda (Napoli, Italia), Toshio Nemoto (Torino, Italia), Katsuaki Asai dalla Germania, Kazuo Chiba dall'Inghilterra e Yasunari Kitaura dalla Spagna (vedi tabella). Fu un evento memorabile, di eccezionale risonanza internazionale, il cui successo segnò l'avvio di un ricorrente appuntamento estivo destinato a proseguire ininterrottamente ogni anno, fino agli anni 2000.
Questo corso estivo si svolse nell'arco delle tre settimane centrali del mese di agosto come tutti quelli che si tennero negli anni successivi fino ai primi anni settanta e fu impregnato di quello spirito pionieristico che faceva sopportare allenamenti di ben otto ore giornaliere per tutta la durata del corso.
Questo primo appuntamento estivo è da ricordare anche perché registrò la visita di un ospite di eccezionale importanza, il compianto maestro venerabile Deshimaru Taisen (1914-1982), Primo Patriarca in Europa del Buddhismo Sōtō Zen, che da pochissimo tempo era arrivato in Francia (1967) quale inviato ufficiale della scuola giapponese buddhista di tradizione Sōtō Zen, con la missione della diffusione del Buddhismo Zen in Europa.

#### Anno 1969: si forma la prima generazione di cinture nere italiane
L'anno accademico 1968/1969 merita di essere ricordato anche perché nell'arco di quest'anno il M° Tada Hiroshi rilasciò in Italia i primi certificati con il grado aikidoistico di Shodan (cintura nera 1º dan) ad un primo gruppo di suoi allievi che lo avevano seguito assiduamente in quegli anni. In quell'epoca, ancora semipionieristica, non esisteva la possibilità di inoltrare una "domanda di esame" per la cintura nera ed era solamente il M° Tada che, nel momento in cui riteneva che un suo allievo avesse completato la preparazione necessaria, decideva a proprio insindacabile giudizio di conferirgli il grado di Shodan.
Il primo gruppo di aikidoisti italiani che in quell'anno accademico ricevettero dal M° Tada Hiroshi il grado di Shodan riconosciuto ufficialmente dall'Hombu Dojo Aikikai, furono:
Bosello Claudio (Milano), Burkhard Bea (Napoli), Chierchini Carla (Roma), Chierchini Danilo (Roma), Cesaratto Gianni (Roma), De Compadri Fausto (Mantova), De Giorgio Sergio (Roma), Della Rocca Vito (Salerno), Esposito Brunello (Napoli), Immormino Ladislao (Torino), Infranzi Attilio (Cava dei Tirreni), Lusvardi Francesco (Mantova), Macaluso Marisa (Mantova), Peduzzi Alessandro (Milano), Pipitone Claudio (Torino), Ravieli Alfredo (Roma), Sabatino Nunzio (Napoli), Sciarelli Guglielmo (Napoli), Veneri Giorgio (Mantova)

#### Anno 1970: nasce l'Aikikai d'Italia, la principale organizzazione aikidoistica italiana
Il 10 aprile 1970 il M° Tada Hiroshi fonda la Accademia Nazionale Italiana di Aikido Aikikai d'Italia
che viene subito riconosciuta dall'Aikikai Foundation del Giappone quale unica organizzazione autorizzata dall'Ente giapponese all'organizzazione della pratica dell'aikido in Italia.
Il 6 novembre dello stesso anno si riunisce il comitato promotore dell'Aikikai d'Italia per deliberare il cambiamento della denominazione in Associazione di Cultura Tradizionale Giapponese ed approva un nuovo statuto in cui l'Aikikai d'Italia si costituisce quale sezione autonoma della neonata associazione, con la specifica missione di organizzare la diffusione e l'insegnamento dell'aikido in Italia.
Questo evento costituisce una pietra miliare della storia dell'aikido italiano, in quanto segna l'avvio di una nuova era, più organizzata ed efficace, della gestione della pratica aikidoistica italiana da parte della struttura facente capo ai maestri giapponesi ufficialmente riconosciuti dall'Aikikai Foundation quale esclusivo organo autorizzato in Italia per l'insegnamento e la diffusione dell'aikido.

#### Anno 1971: arriva in Italia il maestro Yoji Fujimoto
Nel luglio del 1971 arrivò a Milano il Sig. Yoji Fujimoto che trovò in Italia un'attività aikidoistica in veloce espansione e crescita non più solamente sotto la guida del maestro Tada Hiroshi a Roma e del Maestro Kawamukai a Milano, ma anche per merito della prima generazione di cinture nere italiane che da qualche anno aveva iniziato ad affiancare efficacemente gli istruttori giapponesi nell'insegnamento e nella diffusione dell'aikido in Italia. Il maestro Fujimoto, dopo essersi rapidamente insediato come istruttore in Milano affiancando il maestro Kawamukai, già nel settembre dello stesso anno si attiva subito nel prendere i suoi primi contatti con la realtà aikidoistica italiana in Piemonte e del sud Italia (Napoli), affiancato da Claudio Pipitone, una delle prime cinture nere italiane ed istruttore designato dal maestro Tada Hiroshi nella scuola Aikikai Torino presso la succursale di Torino dell'Aikikai d'Italia, che lo guida in questo suo primo giro esplorativo per l'Italia: successivamente il maestro Fujimoto prosegue man mano sempre più speditamente ed in modo autonomo nella sua azione di pieno inserimento nel tessuto aikidoistico italiano.

#### Anno 1972: l'Aikikai d'Italia apre la sua prima (ed unica) succursale in Italia
Nel gennaio 1972 il Dojo accademico di Torino della Associazione di Cultura Tradizionale Giapponese retto dalla cintura nera Claudio Pipitone per espressa delega del M° Hiroshi Tada trasferisce la propria attività dalla sede provvisoria di Via Giolitti 35, alla nuova ampia sede di Via Frabosa 5 in Torino, dedicata esclusivamente alla pratica dell'aikido. La succursale di Torino, in assenza del maestro Tada Hiroshi che in quegli anni iniziava a dividere la sua presenza fra Italia e Giappone, fu affidata alla cintura nera Claudio Pipitone con la responsabilità di conduttore ed insegnante, e fornirà un valido supporto logistico alle attività didattiche dell'Aikikai d'Italia fino al dicembre 1981, anno in cui gli organi associativi decisero la sua dismissione per mutati orientamenti di politica organizzativa e didattica sul territorio italiano.

#### Anno 1973: il maestro Hiroshi Tada fa ritorno in Giappone
Nel 1973, ritenendo conclusa la sua missione in Italia, il maestro Tada Hiroshi fa ritorno in Giappone rientrando nei ranghi degli istruttori ufficiali dell'Hombu Dojo Aikikai, ai vertici della gerarchia didattica giapponese. Da tale data mantiene in Italia ed in Europa un ruolo di Direttore Didattico dell'Aikikai d'Italia, svolgendo regolarmente ogni anno deglo stages primaverili, estivi e autunnali di aggiornamento e approfondimento in Italia ed Europa.

#### Anno 1974: arriva in Italia il maestro Hideki Hosokawa
Nel luglio 1974 arrivò in Italia il maestro Hideki Hosokawa accompagnato, nel suo viaggio di trasferimento da Tokyo a Roma, da Claudio Pipitone che rientrava in Italia dopo un suo soggiorno di perfezionamento dell'aikido presso l'Hombu Dojo Aikikai del Giappone. Il maestro Hosokawa, che in Giappone era stato uno degli allievi del maestro Tada Hiroshi al Dojo Jiyugaoka di Tokyo, si stabilì a Roma per alcuni anni come insegnante presso il Dojo centrale dell'Aikikai d'Italia e successivamente a Cagliari in Sardegna.

#### Anno 1974: nasce un gruppo di aikido nella F.I.L.P.J. (Federazione Italiana Lotta Pesi Judo).
Fungerà da polo di aggregazione per alcuni gruppi italiani di pratica aikidoistica.

In questi anni il numero dei gruppi italiani che non aderiscono all'Aikikai d'Italia è in continuo aumento. All'interno di questi gruppi però, la maggioranza dei praticanti non ha ancora raggiunto una propria autonoma maturità tecnica e sente la necessità di essere assistita da maestri giapponesi esperti, per poter avanzare nell'apprendimento dell'Arte.
Gli aikidoisti italiani praticanti in seno alla F.I.L.P.J. (federazione riconosciuta dal C.O.N.I.) si rivolgono ad alcuni maestri giapponesi che erano stati allievi diretti del Fondatore e che mostrano disponibilità a portare il loro insegnamento in Italia. Fra questi vi sono i maestri Hirokazu Kobayashi (che già fin dalla metà degli anni '60 visitava periodicamente l'Europa per l'insegnamento dell'aikido) e Takeji Tomita (arrivato in Europa nel 1969 quale Inviato ufficiale dell'Hombu Dojo Aikikai) i quali si prestano a tenere periodicamente dei corsi presso questa federazione fino al 1995, anno in cui la F.I.L.P.J. subirà delle profonde trasformazioni.

#### Anno 1975: il Doshu Kisshomaru Ueshiba fa visita all'Italia
Nell'ottobre 1975 per la prima volta il Doshu Kisshomaru Ueshiba si reca in visita in Italia a Roma presso il Dojo Centrale dell'Aikikai d'Italia. Qui tiene una memorabile embukai (manifestazione per il pubblico) coadiuvato dai maestri Hiroshi Tada e Nobuyoshi Tamura.

#### Anno 1977: U.I.S.P. (Unione Italiana Sport Popolare), accordo di collaborazione con l'Aikikai d'Italia
Nell'estate 1976 l'Aikikai d'Italia ratifica con delibera assembleare del 9 agosto, l'accordo con la U.I.S.P. per concedere a quest'associazione la possibilità di far praticare l'aikido ai suoi iscritti sotto il diretto controllo di istruttori qualificati dall'Aikikai d'Italia.

#### Anno 1978: l'Aikikai d'Italia ottiene il riconoscimento giuridico dello Stato Italiano
La costituzione dell'Aikikai d'Italia in associazione, sebbene ancora priva del riconoscimento della persona giuridica, consentì di attivare le procedure previste dalla legge italiana al fine di ottenere dallo Stato Italiano il riconoscimento giuridico che, dopo un tentativo infruttuoso presso il Ministero della Pubblica Istruzione dell'epoca, ebbe infine successo presso il Ministero dei Beni Culturali, utilizzando la nuova denominazione di Associazione di Cultura Tradizionale Giapponese ed il riconoscimento con conseguente erezione in Ente Morale, arrivò con D.P.R. n° 526 dell'8 luglio 1978.

#### Anno 1978: arriva per la prima volta in Italia il M° Koichi Tohei
In quest'anno il M° Koichi Tohei si recò per la prima volta in Europa per presentare personalmente lo "Shin Shin Toitsu Aikido" in Inghilterra, Belgio, Francia, Germania ed anche in Italia.

Già fin dal 1971 Tohei, che in quegli anni era a capo del corpo insegnanti dell'Hombu Dojo Aikikai e che fu l'unico allievo diretto di Morihei Ueshiba a conseguire il grado di 10° dan conferitogli personalmente dal Fondatore e ratificato dall'Aikikai Foundation, aveva fondato in Giappone sotto l'egida dell'Aikikai Foundation una propria scuola denominata Ki no Kenkyukai (Associazione per la ricerca del ki) che introduce nella didattica dell'aikido i principi della disciplina giapponese dello Sih Shin Toitsu Ho che gli orientalisti occidentali hanno definito "Yoga Giapponese", fondato da Saburo Nakamura Tempu, maestro di Koichi Tohei unitamente a Morihei Ueshiba.
Nel 1974 Il M° Tohei si separò dall'Aikikai Foundation rendendosi indipendente ed autonomo da essa e fondando la propria scuola personale di aikido basato su una didattica che aveva i propri fondamenti nello Sih Shin Toitsu Ho.

### Periodo dal 1979 al 2004
- Frattura anche in Italia fra "pratica ed organizzazione della pratica"

Alcune considerazioni preliminari sono necessarie al fine di poter valutare e giudicare in modo appropriato il notevole incremento delle divisioni che nel tempo si sono succedute negli ambienti aikidoistici italiani fino a raggiungere, in questo periodo storico, proporzioni ragguardevoli.
Infatti in questo periodo la pratica aikidoistica si va progressivamente e sensibilmente frammentando sempre più in organizzazioni che, nella maggior parte dei casi, non avendo sul nascere la forza di sopravvivere autonomamente, entrano a far parte di associazioni e federazioni nazionali affini, riconosciute dal C.O.N.I., in grado di mettere a loro disposizione il supporto di una struttura organizzativa consentendo loro al contempo di svolgere l'attività aikidoistica in modo autonomo, libero da politiche gestionali che esorbitano dall'interesse primario di una genuina pratica aikidoistica.

Questo fenomeno ha le proprie motivazioni ed affonda le proprie radici nel dilemma che generalmente colpisce la trasmissione di qualsiasi arte e conoscenza umana nel momento in cui essa si diffonde, cresce e diventa facilmente accessibile a tutti. Il dilemma consiste nella dicotomia qualità verso quantità e viceversa, il cui rapporto inversamente proporzionale accentua la divergenza fra i due fattori al crescere di uno di essi. Per questa ragione a fronte della rapida espansione dell'aikido in tutto il mondo, ad iniziare dal Giappone e dagli stessi allievi diretti del Fondatore, man mano che l'organizzazione della pratica aikidoistica crebbe e, nella necessità di gestire numeri crescenti di praticanti, si burocratizzò sacrificando sull'altare delle necessità gestionali le esigenze prioritarie della trasmissione diretta dell'Arte, corrispondentemente aumentò fra coloro che maggiormente erano immersi in un interesse esclusivo di coltivazione profonda dell'Arte, il numero di coloro che avvertirono come fuorviante l'eccessiva indulgenza verso le esigenze gestionali che li obbligavano ad un diverso rapporto fra insegnanti ed allievi. Questo rapporto pur necessario in una didattica più cattedratica secondo il moderno stile occidentale dell'insegnamento e tendente a diminuire la gravosità della pratica per potersi anche rivolgere alle esigenze di divulgazione di massa, è però diverso da quello originario della trasmissione dell'Arte.
Ciò accadde indistintamente in tutto il mondo e non solo in Italia: un primo segnale di questo malessere fra generazioni di aikidoisti, arrivò già nello stesso Giappone fin dai tempi delle costituzioni delle scuole autonome fondate dai primi allievi del Fondatore, resisi man mano indipendenti dall'Hombu Dojo Aikikai nel Giappone stesso (vedi tabella), ma il segnale più forte e più grave venne indubbiamente dal maestro giapponese Tadashi Abe (vedi tabella) il quale, conclusa la propria permanenza in Europa e tornato in Giappone, di fronte alla commissione dei vertici dell'Aikikai So Hombu riuniti per consegnargli il certificato del diploma di 7º dan, rifiutò con rispettose ma inequivocabili parole il diploma stesso, dichiarando di non riconoscersi più nell'aikido praticato negli anni '60 all'Hombu Dojo Aikikai e di riconoscere unicamente i gradi (6º dan) rilasciatigli dal suo maestro Ueshiba Morihei, non essendo interessato a fregiarsi di gradi rilasciati in modo collegiale da una commissione tecnica designata dell'Aikikai Foundation.
La dissociazione dal modo con cui man mano nel tempo si è evoluta presso l'Hombu Dojo Aikikai la pratica dell'aikido dopo la morte del suo Fondatore e la frammentazione che da tali prese di distanza ne è conseguita, ha dunque dei padri molto illustri e spesso la motivazione è da ricercarsi in un autentico e sincero desiderio di mantenere intatta la purezza originaria della trasmissione dell'Arte ricevuta dal proprio maestro, piuttosto che nella pura e semplice ambizione personale.

#### Fine anni '70: nasce la U.I.A. (Unione Italiana d'Aikido)
A cavallo fra gli ultimi anni '70 ed i primissimi anni '80, per iniziativa di Paolo Corallini nasce in Italia la U.I.A., prima associazione d'aikido indipendente dall'Aikikai Foundation fin dalle sue origini.

Questa sua origine d'ispirazione del tutto occidentale, indipendente dalla gerarchia dei maestri giapponesi e dalla loro iniziativa di diffusione dell'aikido in Europa per conto dell'Aikikai Foundation, fu dovuta ad un suggerimento del maestro francese André Nocquet (vedi tabella) recepito da Paolo Corallini che all'epoca aveva trovato nel maestro francese il proprio riferimento e ne era diventato assiduo discepolo. La U.I.A. si colloca quindi di fatto in Italia quale emanazione diretta della U.E.A. (Union Européenne d'Aïkido) che Nocquet aveva fondato nei primi anni '70 e di cui era Presidente.

#### Anno 1980: nasce la "Ki no Kenkyukai Italia"
A seguito della presentazione dello Shin Shin Toitsu Aikido avvenuta nel 1978 in Italia da parte del M° Koichi Tohei in occasione del suo viaggio per Europa, alcuni gruppi di aikidoisti italiani aderirono a questa scuola ed iniziarono un loro nuovo percorso aikidoistico per apprendere lo stile ed il metodo di pratica insegnato dal M° Tohei.
Nasce a questo scopo nel 1980 l'associazione Ki No Kenkyukai Italia, filiazione della Ki Society del Giappone, del tutto indipendente ed autonoma dall'Aikikai d'Italia e dalle corrispondenti federazioni europea (F.E.A./E.A.F) ed internazionale (I.A:F.) dipendenti dall'Aikikai Foundation.
Il maestro Kenjiro Yoshigasaki fu delegato da Tohei all'insegnamento ed alla diffusione in Europa del "Ki Aikido" (denominazione informale dello Shin Shin Toitsu Aikido) e quindi anche in Italia ebbe la funzione di principale di riferimento di questa scuola.

#### Anno 1983: nasce la L.I.A. (Lega Italiana d'Aikido)
- La F.E.A./E.A.F. ratifica le sovrapposizioni di competenze all'interno del proprio ambito.

La frammentazione dell'organizzazione della pratica dell'aikido fu e resta tutt'oggi (2008) un fenomeno generalizzato in tutta Europa, dal quale anche l'Italia fu contagiata, nonostante l'eccellente risultato raggiunto dal maestro Hiroshi Tada nell'ottenere il riconoscimento giuridico dell'Associazione di Cultura Tradizionale Giapponese.
Gruppi italiani di pratica aikidoistica che per vari motivi si erano staccati dall'Aikikai d'Italia sottraendosi alla sua giurisdizione, prendono contatto dapprima con il maestro Motokage Kawamukai in Italia e successivamente con il maestro Nobuyoshi Tamura in Francia, seguendo la didattica di questi maestri e tessendo con loro un rapporto privilegiato. In tale modo questi gruppi italiani riuscirono a proseguire anche al di fuori dall'Aikikai d'Italia un avanzamento nei loro gradi di dan con il pieno riconoscimento ufficiale di tali gradi da parte dell'Hombu Dojo Aikikai di Tokyo. Con gli anni questo tipo di iniziative crebbe ed assunse proporzioni rilevanti, al punto che nel 1983 il maestro Nobuyoshi Tamura decise di organizzare questo fenomeno attraverso la costituzione di un'associazione italiana di aikido pensata appositamente per rispondere a questo tipo di domanda proveniente dagli aikidoisti italiani.
Nasce così la L.I.A. (Lega Italiana d'Aikido) che si inserisce nel circuito dei maestri giapponesi e del riconoscimento ufficiale dei gradi da parte dell'Hombu Dojo Aikikai del Giappone, attraverso l'affiliazione alla F.E.A. (Fédération Européenne d'Aikido). La L.I.A. legalizza inoltre il suo operato in Italia, dove già esiste un altro organismo (l'Aikikai d'Italia) riconosciuto dallo Stato Italiano per l'organizzazione della pratica dell'aikido in Italia, affiliandosi al C.O.N.I. (Comitato Olimpico nazionale Italiano).

#### Anno 1984: la U.I.A. (Unione Italiana d'Aikido) esce dalla U.E.A.
Nel 1984 la U.I.A. (Unione Italiana d'Aikido) esce dalla U.E.A. (Union Européenne d'Aïkido) per aderire alla scuola Takemusu Aiki Iwama Ryu.

In quest'anno il Maestro Paolo Corallini esce definitivamente dal lignaggio del M° francese André Nocquet per seguire l'insegnamento del M° Morihiro Saitō, uno degli allievi diretti di Morihei Ueshiba, il fondatore dell'aikido. Nello stesso tempo la U.I.A. esce dalla U.E.A. di André Nocquet e cambia la propria denominazione in I.T.A.I. (Iwama Takemusu Aiki Italy). Con il cambiamento di nome cambia anche la propria missione di raccogliere i praticanti senza distinzione di gradi, in quanto la nuova associazione fondata da Paolo Corallini ha i connotati di un'associazione fra cinture nere di aikido, dal momento che nasce per raccogliere esclusivamente aikidoisti graduati di dan.
Nel 1985 cambia la denominazione di "I.T.A.I." in "Iwama Ryu Italy", associazione di cinture nere che seguono esclusivamente e con fedeltà assoluta l'insegnamento del maestro Morihiro Saitō. Nel settembre 2002 la "Iwama Ryu Italy" cambia ancora denominazione in "T.A.A.I." (Takemusu Association Aikido Italy), per poi divenire "Takemusu Aikido Association Italy A.s.d." dal 9.9.17.

#### Anno 1985: arriva per la prima volta in Italia il maestro Morihiro Saito
In quest'anno il fondatore della scuola Takemusu Aiki Iwama Ryu, maestro Morihiro Saito, per la prima volta giunge in Italia, a Osimo, in Provincia di Ancona, invitato ed ospitato dal M. Paolo Corallini (il quale lo inviterà ogni anno fino al 2002, anno della morte del Maestro) per portare ufficialmente e personalmente il suo stile di aikido a dei gruppi di aikidoisti italiani. A partire dalla metà degli anni '80 inizia a diffondersi concretamente anche in Italia lo stile di Aikido Takemusu Aiki Iwama Ryu, principalmente per opera del Maestro Paolo Corallini. In questi anni il M. Paolo Corallini ha occasione di conoscere il maestro Morihiro Saito durante il suo primo viaggio in Giappone nel 1984. Subito colpito dallo stile del maestro, il quale era uno dei più assidui allievi del Fondatore (con il quale praticò a lungo durante il periodo che Ueshiba Morihei trascorse nella cittadina di Iwama), Paolo Corallini divenne suo allievo ed iniziò con lui un nuovo cammino lungo la "Via" dell'apprendimento dell'Arte.
Nel 1985 Paolo Corallini, a capo della sua nuova associazione Iwama Ryu Italy, invita il maestro a tenere un corso in Italia e Morihiro Saito ha così la sua prima occasione per farsi conoscere di persona presso gli aikidoisti italiani, che reitererà una volta all'anno per diverso tempo su costante invito del M. Corallini il quale a sua volta si recava periodicamente ad Iwama per studiare lo stile Takemusu Aiki direttamente alla fonte.

#### Anno 1990: nasce l'A.I.A. (Associazione Italiana Aikido) della scuola Kobayashi Aikido
È l'anno della filiazione italiana della scuola "Kobayashi Aikido".

Anche la scuola dello stile Kobayashi Aikido cresce e si diffonde sensibilmente in Italia. Questo stile di aikido, fondato da Hirokazu Kobayashi (1929–1998), un allievo diretto di Morihei Ueshiba che fin dalla metà degli anni '60 aveva iniziato a compiere a titolo personale numerosi viaggi in Europa per diffondere l'aikido, nel 1982 assume in Giappone la struttura di scuola autonoma e da allora questa nuova organizzazione ha cercato di strutturarsi anche all'estero: il 3 febbraio 1990 alcuni allievi italiani del maestro Hirokazu Kobayashi, guidati dalla cintura nera Giampietro Savegnago, diedero vita a questa nuova associazione italiana per la pratica e la diffusione del Kobayashi Aikido in Italia..

#### Anni 1990-1992: il M° Morihiro Saito estende la propria influenza in Italia
All'inizio degli anni '90 Morihiro Saito Sensei riconosce l'Associazione Iwama Ryu Italy del M. Paolo Corallini come il solo gruppo che lo rappresenta nel territorio italiano, e il M. Paolo Corallini viene nominato rappresentante ufficiale dal maestro Morihiro Saito Sensei. Il M. Paolo Corallini, assieme ad Ulf Evenas (Svezia) possiede il più alto grado che Morihiro Saito Sensei abbia mai conferito dalla nascita del sistema Iwama Ryu, il 7° Dan Shihan. Negli anni a venire scuola Takemusu Aiki Iwama Ryu del maestro Morihiro Saito trova in Italia un fedele allievo anche nel M° Giorgio Oscari, già responsabile del settore aikido nella federazione F.I.K.T.E.D.A. (F.I.L.P.J.) che aderisce al C.O.N.I. Giorgio Oscari avanzava nello studio dell'aikido recandosi anche lui periodicamente in Giappone per ricevere gli insegnamenti del Takemusu Aiki direttamente dal maestro Morihiro Saitō presso il suo Dojo di Iwama, raggiungendo il traguardo di 5 Dan Iwama Ryu, 5 Mokuroku Bukiwaza e nell'anno 1990 anche Giorgio Oscari invita il maestro Morihiro Saito in Italia per tenere dei corsi di Takemusu Aiki alla F.I.L.P.J..
Nel 1992 il M° Giorgio Oscari ospita presso il suo Dojo di Modena il M° Saito per un corso di perfezionamento, rafforzando la pratica del Takemusu Aiki Iwama Ryu presso la federazione F.I.L.P.J.
Nel Agosto del 1992 il Maestro Morihiro Saito conferisce al maestro Giorgio Oscari già in possesso dell massimo livello di Bukiwaza 5 Mokuroku, l'autorizzazione ad esaminare per suo conto i gradi Bukiwaza.

#### Anno 1998: nasce l'A.D.O.-U.I.S.P. (Area Discipline Orientali - U.I.S.P.)
Nel 1976 la U.I.S.P. aveva già stretto un rapporto di collaborazione con l'Aikikai d'Italia per offrire ai propri iscritti la possibilità di praticare l'aikido. Successivamente cambia denominazione in "Unione Italiana Sport Per tutti" e nel 1998 nasce al suo interno l'A.D.O. specificamente destinata ad organizzare l'attività delle numerose discipline orientali che nel corso degli anni si erano sviluppate. Per quanto riguarda la pratica dell'aikido, la U.I.S.P. non mantenne nel tempo l'accordo con l'Aikikai d'Italia ed in tempi recenti si rivolse al maestro francese Christian Tissier Shihan 7° dan dell'Aikikai Foundation (vedi tabella), per porre la propria attività aikidoistica direttamente sotto la sua guida.
Nell'A.D.O.-U.I.S.P. si raggruppano, oltre agli aikidoisti che seguono lo stile Hombu Dojo Aikikai praticato dal M° Tissier, anche altri stili di scuole d'aikido presenti in Italia: il Ki Aikido sotto l'egida della Ki no Kenkyukai Italia, il Takemusu Aiki Iwama Ryu, lo Yoshinkan Aikido, il Takemusu Aiki Tomita Academy.

### Periodo contemporaneo
Nel nuovo millennio la pratica dell'aikido in Italia può considerarsi giunta alla sua maturità: le attività aikidoistiche dell'Aikikai d'Italia e delle maggiori organizzazioni operanti in ambito C.O.N.I. hanno completato le varie fasi di accelerazione della loro evoluzione e sono ormai a regime. In questi anni non si rilevano quindi eventi salienti che possano dirsi portatori di novità nella storia dell'evoluzione dell'aikido in Italia, sia dal punto di vista dell'organizzazione delle attività aikidoistiche sia sotto il profilo della didattica, che resta focalizzata sui principali stili delle scuole di aikido che si sono già affermate fino a questo momento (anno 2008) sul territorio italiano.
In questo periodo storico contemporaneo rileviamo l'inizio di un naturale avvicendamento nelle più elevate gerarchie aikidoistiche italiane, sia all'interno dell'Aikikai d'Italia sia al di fuori di essa, a seguito del verificarsi di alcuni decessi fra i pionieri italiani dell'Fikido che avevano formato la prima generazione di aikidoisti in Italia.
- Già nel giugno 1994 era mancato il M° Claudio Bosello che fu il primo italiano a cui il M° Tada Hiroshi conferì la cintura nera di aikido ed il primo italiano a ricoprre la carica di Vice Presidente dell'Aikikai d'Italia fin dalla sua fondazione[23]. Rimase in carica fino agli anni '80, quando decise di separarsi dall'insegnamento del M° Tada Hiroshi e dalla sua associazione per seguire in modo indipendente ed autonomo la propria strada e vocazione nell'ambito delle arti marziali giapponesi e del Buddhismo Zen.
- Nell'anno 2004 vengono a mancare in un ristrettissimo arco di tempo altri tre pionieri l'aikido italiano: Francesco Lusvardi[24] nel mese di ottobre, Giovanni Granone[25] il 1º novembre e Stefano Serpieri[26] il 10 di novembre. I maestri Lusvardi e Granore si erano già separati da tempo dall'Aikikai d'Italia ed avevano proseguito anche loro in modo indipendente ed autonomo la propria strada e vocazione aikidoistica, mentre il M° Serpieri aveva mantenuto la propria presenza nell'Aikikai d'Italia ricoprendo per numerosi anni l'incarico di Segretario Nazionale dell'associazione.
Ancora nel 2004, il giorno lunedì 20 settembre il M° Hideki Hosokawa è colpito da emorragia cerebrale e resta numerosi giorni in coma finché il 13 ottobre viene trasferito nel reparto di rianimazione dell'Ospedale Morgagni-Pierantoni di Forlì in una condizione generale di criticità ma con segni di risveglio e lento miglioramento.[27] Il M° Hosokava non si ristabilì più in piena salute e dovette per questo abbandonare la pratica dell'aikido.
- Nel 2005 nasce in Italia l'associazione Iwama Shin Shin Aiki Shurenkai. Il responsabile nazionale è il Maestro Alessandro Tittarelli Shihan, che già dal giugno del 1984 seguiva gli insegnamenti del Maestro Saito. Tale associazione è l'estensione italiana dell'Iwama Shinshin Aiki Shurenkai Shinshin Aiki Juku di Iwama, fondata nel 2004 da Hitohiro Saito Sensei dopo essersi staccato dall'Aikaki Foundation. Oggi vi sono numerosi dojo in Italia che, sotto la guida del Maestro Tittarelli, seguono tale scuola dove viene praticato l'Aikido Dentō Iwama Ryu (Dentō Iwama ryu significa, infatti: la scuola tradizionale di Iwama).
- Il 31 marzo 2005 muore Giorgio Veneri, un "pilastro" per l'organizzazione dell'Aikikai d'Italia. Nel 1978 il M° Veneri ricoperse la carica Presidente della F.E.A./E.A.F e nel 1982 quella di Presidente del comitato direttivo della I.A.F. mantenendo tale incarico fino al 1994.[28]
- Nel 2007 Il Maestro Giorgio Oscari fonda Association Takemusu Aiki Giorgio Oscari, con l'obbiettivo di diffondere il Takemusu Aikido come da lui appreso dal suo Maestro Morihiro Saito.
- Il 15 febbraio 2011 muore Fausto De Compadri, un pioniere dell'aikido italiano formatosi nelle file dell'Aikikai d'Italia. Successivamente è passato alla Federazione Italiana Judo, Lotta, Karate e Arti Marziali (F.I.J.L.K.A.M.) dove dall'anno 2006 ha ricoperto la Direzione Tecnica del Settore Aikido di detta federazione e dal 2007 l'incarico di Presidente della Commissione Nazionale
- Poco dopo, il 22 febbraio 2011 viene a mancare anche il Maestro Giovanni Gerbi, un altro pioniere dell'aikido in Italia, che iniziò la pratica nel 1967 con maestri del calibro di Andrè Noquet, Kawamukai, Kobajashi, Noro e Filippini. Nel 2007, in occasione della celebrazione dei suoi 40 anni di aikido, ricevette il grado di 5° Dan Shin Shin Aikido da Hitohiro Saito sensei, figlio di Morihiro Saito sensei.

Questo tipo di accadimenti che seguono da vicino il raggiungimento di gradi dan elevati (5°dan ed oltre) da parte di numerosi allievi delle generazioni più giovani di aikidoisti, segna l'avvio di un periodo di mutamento degli equilibri storici di potere e gerarchici, sia nell'Aikikai d'Italia sia in altre organizzazioni italiane di pratica aikidoistica.

#### Anno 2009: il maestro Kaoru Kurihara riprende l'insegnamento dell'aikido in Italia
L'anno 2009 vede il ritorno all'aikido del M° Kaoru Kurihara (allievo del M° Tada) che era già stato in precedenza (dal 1990 al 1996) direttore didattico del Dojo centrale dell'Aikikai d'Italia, portandone il numero degli iscritti a quasi 400.
Kaoru Kurihara visita l'Italia per la prima volta nel luglio del 1990 e a settembre si stabilisce a Roma come insegnante di aikido, con il ruolo di direttore didattico del dojo centrale dell'Aikikai d'Italia. Nell'ottobre del 1990 avviene il primo Misogi in Italia sotto la cascata di Sassinoro-Matese, in provincia di Campobasso, sotto forma di semplice esercizio personale. Nel mese successivo, nello stesso luogo, avviene il primo Misogi “ufficiale”, con la partecipazione di pochi allievi provenienti da Roma, Bari e Campobasso.
Nel 1996 Kaoru Kurihara matura la decisione di lasciare l'aikido.
Nel settembre del 2009 il suo ritorno all'insegnamento dell'aikido in Italia.

#### Anno 2010: Inizia la diffusione in Italia dello stile di Aikido Tendoryu
L'Aikido Tendoryu è stato fondato dal Maestro Kenji Shimizu, uno degli ultimi allievi diretti e uchi deshi del fondatore. Il Maestro Shimizu affida al maestro Massimiliano Gandossi di Milano, che si reca in Giappone per studiare sotto la guida del Maestro e lo segue nei diversi seminari in Europa, la guida della delegazione Italiana e nel mese di luglio 2011 ha tenuto il suo primo seminario in Italia organizzato a Milano dalla associazione Tendoryu Italia.